# گووانب (شهرستان پوواو)
گووانب (به لاتین: Gołąb) یک روستا در لهستان است که در گمینا پوواوه واقع شده‌است. گووانب ۲٬۰۰۰ نفر جمعیت دارد و ۱۱۵ متر بالاتر از سطح دریا واقع شده‌است.